# Аферково
Аферково — деревня в Родниковском районе Ивановской области. Входит в состав Филисовского сельского поселения.

## География
Находится в центральной части Ивановской области на расстоянии приблизительно 4 км на северо-запад по прямой от районного центра города Родники.

## История
В 1872 году здесь (тогда деревня Оферково Нерехтского уезда Костромской губернии) был учтен 31 двор, в 1907 году — 42. 

## Население
Постоянное население составляло 167 человек (1872 год), 205 (1897), 262 (1907), 17 в 2002 году (русские 100 %), 12 в 2010.